# Petru al II-lea al Rusiei
Piotr (Petru) al II-lea Alekseievici (rusă Пётр II Алексеевич sau Pyotr II Alekseyevich), (n. 12/23 octombrie 1715, Sankt Petersburg, Țaratul Rusiei – d. 19/30 ianuarie 1730, Moscova, Imperiul Rus)  a fost împărat al Rusiei din 1727 până la moartea sa. A fost singurul fiu al Țareviciului Alexei Petrovici (fiu al țarului Petru I al Rusiei și al primei lui soții, Eudoxia Lopukhina) și al Prințesei Charlotte (fiica Ducelui Louis Rudolph de Brunswick-Lüneburg și cumnată a lui Carol Quintul). De asemenea, a fost singurul nepot pe linie masculină a lui Petru cel Mare.

## Biografie
Petru s-a născut la Sankt Petersburg la 23 octombrie 1715 (calendarul iulian). Mama lui a murit la scurt timp după naștere iar tatăl lui în 1718. Educația copilului a fost supravegheată de Menșikov. Petru a căpătat pasiunea vânătoarei, biliardului și dansului.
A devenit țar la vârsta de 11 ani. Una dintre primele sale măsuri a fost s-o elibereze din închisoare pe bunica lui, Evdokia. Anunțul lui Menșikov legat de logodna fiicei lui Maria cu împăratul i-a încrâncenat pe oponenții acestuia. O facțiune aristocratică în frunte cu Dolgoruky l-a convins pe Petru care nu era nici el prea încântat de perspectiva căsătoriei cu maria, să-l exileze pe Menșikov și familia lui în Siberia în 1727. Acesta a murit acolo în 1729.
Curtea s-a mutat la Moscova, care a redevenit capitală. Facțiunea Dolgoruky l-a convins pe Petru al II-lea să se logodească cu Ecaterina, fiica lui Alexei Dolgoruky dar în ianuarie 1730, Petru a murit de variolă chiar în ziua în care urma să se căsătorească.